# ناحية المزرعة
ناحية المزرعة إحدى نواحي سوريا تتبع إداريّاً لمحافظة السويداء منطقة السويداء ومركزها بلدة المزرعة، بلغ تعداد سكان الناحية 16,627 نسمة حسب التعداد السكاني لعام 2004.

## بلدات وقرى ناحية المزرعة
الدور، الدويرة، جديا، المجدل 6، المزرعة، نجران، قراصة، ريمة اللحف، سميع، تعارة، الطيرة، صما.